# Anita Halpin
Anita E. Halpin (geboren im April 1944 in London-Hampstead als Anita E. Williams) ist eine britische Journalistin, eine Gewerkschafterin und eine politische Aktivistin für die Communist Party of Britain (CPB). Sie war zeitweise Vorsitzende dieser Partei, ist Ehren-Schatzmeister der britischen Journalistengewerkschaft National Union of Journalists (NUJ) und Mitglied des britischen Trades Union Congress General Council.
2006, im Verlauf des Restitutionsverfahrens von Ernst Ludwig Kirchners Gemälde Berliner Straßenszene (siehe: Causa Kirchner) richtete sich das internationale mediale Interesse auf und teils gegen Halpin als juristisch Begünstigte. Dabei habe es nach Einschätzung durch den Historiker Julius H. Schoeps antisemitische Untertöne gegeben.

## Familie
Ihre Eltern waren der aus dem thüringischen Erfurt stammende deutsch-britische Kunsthistoriker Hans Hess, zur Zeit ihrer Geburt bei der Leicester Museum & Art Gallery beschäftigt, und die britische Büroangestellte Lillie Esther Williams (geboren am 26. August 1916; gestorben im Februar 1976).
Väterlicherseits waren ihre Großeltern der deutsche Industrielle, Kunstsammler und -mäzen Alfred Hess und dessen aus dem oberfränkischen Lichtenfels stammende Ehefrau Thekla, geborene Pauson  (1884–1968). Dadurch wurde deren Enkelin Anita in eine mit der deutschen expressionistischen Kunstszene der 1920er Jahre eng verbundene Industriellenfamilie hineingeboren, in der sie von klein auf von Kunstwerken umgeben war, durch ihren Vater aber auch sehr früh mit dem Thema der Restitution von NS-Raubkunst konfrontiert wurde.
Im Jahr 1974 heiratete sie Kevin Halpin (1927–2017), einen führenden Gewerkschafter und kommunistischen Parteifunktionär. Aus der Ehe ging ein Sohn, Boris, hervor.

## Schule, Studium und Ausbildung
Anita Hess besuchte die Queen Anne Grammar School in York, eine weiterführende Schule für Mädchen (ähnlich früheren deutschen Höheren Töchterschulen); sie wuchs zweisprachig englisch/deutsch auf. Am University College in London studierte sie Philosophie und schloss mit dem akademischen Grad des Master of Arts (M. A.) zum Thema The History of Ideas an der Sussex University ab. Danach erhielt sie auf Vermittlung durch ihren Vater Hans ein Volontariat in einem deutschen Verlagshaus.

## Wirken
Zurück im Vereinigten Königreich wurde sie redaktionell für eine medizinische Zeitschrift tätig, später in der Öffentlichkeitsarbeit bzw. im Bereich Kommunikation, zunächst im Angestelltenverhältnis, später als freie Mitarbeiterin. Sie wurde um 1980 Mitglied der National Union of Journalists (NUJ) und engagierte sich in der Folge zunehmend für die britische Gewerkschaftsbewegung. Sie gehört seit mehr als 25 Jahren dem Vorstand der britischen Journalistengewerkschaft an und war von 1994 bis 1995 deren Präsidentin.
Sie engagierte sich u. a. für den Abzug britischer Truppen aus Nordirland und unterstützte die Forderung, neben Israel einen unabhängigen Staat Palästina zu gründen, die Zweistaatenlösung.
In den frühen 1990er Jahren wurde Anita Halpin für die Communist Party of Britain aktiv und nach fünf Jahren in deren Vorstand gewählt. Im Jahr 2000 wurde sie Vorsitzende dieser Partei. Aufgrund ihrer politischen Haltung erwarb sie sich den Spitznamen „Stalin’s Granny“ (Stalins Oma). Sie kandidierte wiederholt für die Wahl zur London Assembly.
Mindestens seit den 2000er Jahren betreibt Anita Halpin mit Hilfe ihrer Rechtsanwälte die Restitution von Kunstwerken aus der ehemals sehr umfangreichen Sammlung ihres Großvaters Alfred Hess, basierend auf der Ende 1998 verabschiedeten Washingtoner Erklärung, einer Selbstverpflichtung, der sich Deutschland mit der „Erklärung der Bundesregierung, der Länder und der kommunalen Spitzenverbände zur Auffindung und zur Rückgabe NS-verfolgungsbedingt entzogenen Kulturgutes, insbesondere aus jüdischem Besitz“ im Jahr 1999 anschloss. Davon sind eine ganze Reihe von Institutionen betroffen, beispielsweise das Folkwang Museum in Essen, die Staatsgalerie in Stuttgart, das Wilhelm-Hack-Museum in Ludwigshafen, die NordLB bzw. das Sprengel Museum in Hannover und die Neue Galerie in New York City. Die Bemühungen um eine Restitution seitens Anita Halpin halten bis heute ebenso an wie die Diskussionen darüber.

## Mitgliedschaften
- Communist Party of Britain (CPB)
- National Union of Journalists (NUJ)
- Trades Union Congress (TUC)